# 김도헌
김도헌(金度憲, 1965년 1월 20일, 경기도 시흥군 남면 ~ )은 대한민국의 제9대 경기도의원이다.

## 학력
- 군포국민학교 졸업
- 안양동중학교 졸업
- 안양동고등학교 졸업
- 단국대학교 행정법무대학원 행정학 석사 졸업

## 경력
- 군포시 자연보호협의회 부회장
- 군포시 난치병아동돕기운동본부 운영위원
- 장애인 봉사단체 "좋은사람들" 이사
- 신성고등학교 총동문회 장학사업회 부회장
- 법무부 산하 안양교도소 교정위원
- 기아자동차 대리점 대표
- 청소년미래희망 운영위원
- 제18대 대통령 선거 민주통합당 문재인 후보 국가균형발전분권 특별위원회 부위원장
- 민주당 경기도당 군포시 지역위원회 노동위원장
- 새정치민주연합 전국노동위원회 위원장
- 새정치민주연합 경기도당 서민복지개선특별위원장
- 2014.07 ~ 2016.01 제9대 경기도의회 의원
- 2014.07 ~ 2016.01 제9대 경기도의회 전반기 문화체육관광위원회 간사
- 2014.11 ~ 2016.01 제9대 경기도의회 접경지역발전 및 DMZ세계생태평화공원유치특별위원회 위원

## 역대 선거 결과
|  | 54.58% |

|  | 13.90% |